# Giuseppe Alberghini
Giuseppe Alberghini, né le 13 septembre 1770 à Cento, dans l'actuelle province de Ferrare, en Émilie-Romagne et mort le 30 septembre 1847 à Rome est un cardinal italien du XIXe siècle.

## Biographie
Giuseppe Alberghini est membre de la curie romaine. Il est avocat du consistoire et bibliothécaire de l'université de la Sapienza.
Le pape Grégoire XVI le crée cardinal in pectore lors du consistoire du 23 juin 1834. Sa nomination est publiée le 6 avril 1835. Il participe au conclave de 1846, lors duquel le pape Pie IX est élu.

### Sources
- (it) Collectif, Annuario pontificio per l’anno 1869, Rome, Tipografia della R.C.A., 1869, 541 p. (lire en ligne)
- (it) Collectif, Notizie per l'anno 1835, Rome, Nella Stamperia Cracas, 10 mars 1835, 370 p. (lire en ligne)